# Melodifestivalen 2022
Melodifestivalen 2022 – 62. edycja festiwalu, będącego szwedzkimi eliminacjami do 66. Konkursu Piosenki Eurowizji w Turynie. Półfinały odbyły się, kolejno: 5, 12, 19, 26 lutego, koncert drugiej szansy – 5 marca, a finał – 12 marca. Podczas rund półfinałowych o wynikach zadecydowali telewidzowie za pomocą głosowania telefonicznego, natomiast w finale zwycięzcę wybrali wraz z międzynarodową komisją jurorską.

## Format

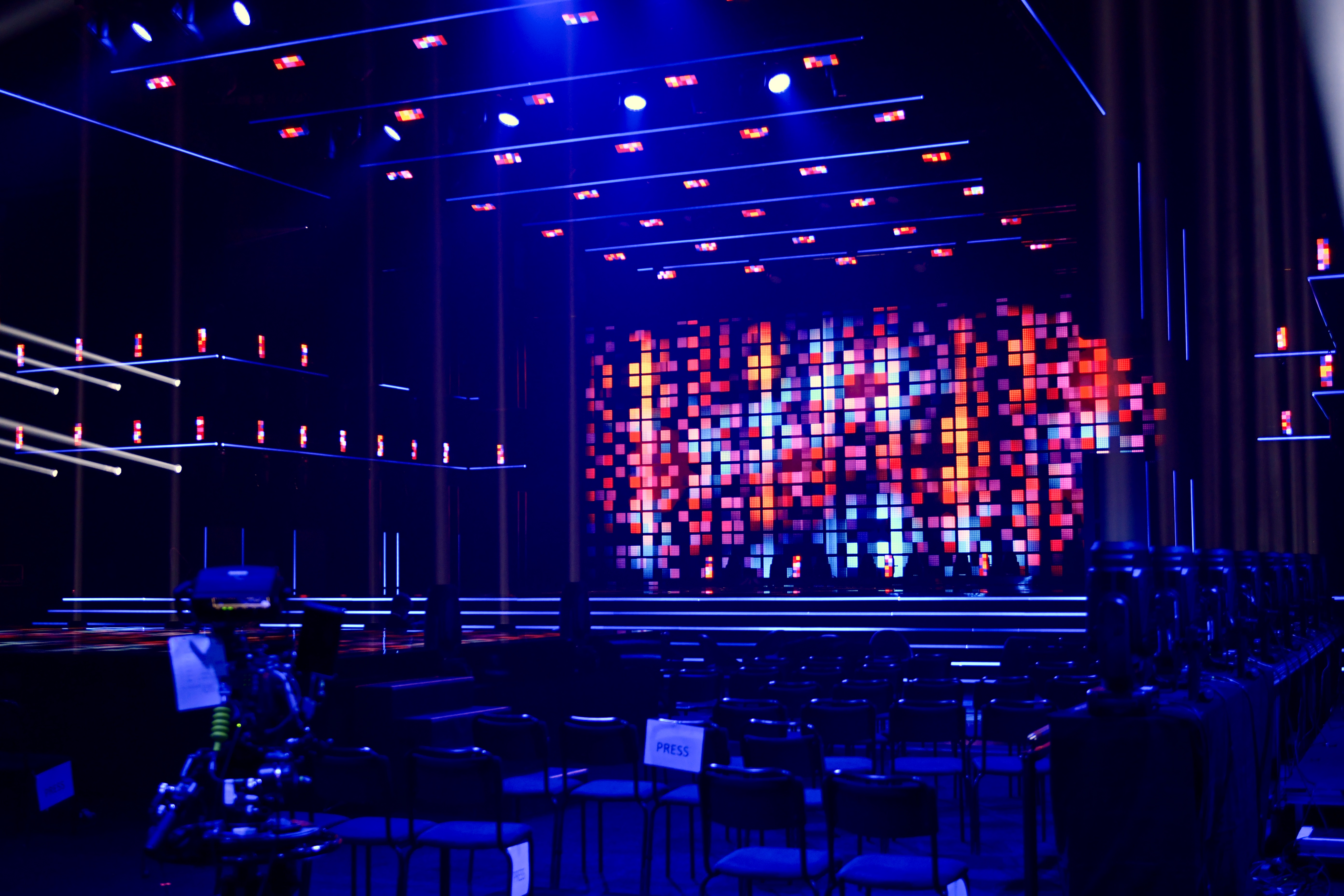
Scena Melodifestivalen 2022 przed pierwszym półfinałem w Avicii Arena.

Do konkursu zostało zakwalifikowanych 28 uczestników, którzy następnie zostali podzieleni na cztery siedmioosobowe półfinały. Z każdego półfinału dwójka najlepszych uczestników otrzyma automatyczny awans do finału, a laureaci trzeciego oraz czwartego miejsca półfinałów zakwalifikowani będą do piątego półfinału, z którego kolejna czwórka awansuje do wielkiego finału.
W tej edycji zreformowano półfinały i drugą szansę. Głosowanie w półfinałach zrealizowano w dwóch rundach – zwycięzca pierwszej rundy, bazowanej wyłącznie na sumie głosów oddanych na każdy utwór, przechodzi automatycznie do finału, a reszta uczestników przechodzi do drugiej rundy, gdzie jak dawniej o pozostałym miejscu w finale i dwóhc artystach przechodzących do drugiej szansy zadecydowała punktacja grup wiekowych i telewidzów; w tym roku wyniki głosowania grup wiekowych były częścią ogłaszania rezultatu, a nie jak dotychczas tajne do zakończenia finału. W drugiej szansie, przemianowanej po szwedzku na semi-finalen (dosł. półfinały) zamiast dotychczasowych dueli uczestników podzielono na dwie grupy (szw. semi-final, dosł. półfinał), z których do finału przechodziło dwóch artystów.

### Szczegóły organizacji
Oryginalnie planowano, by konkurs po rocznej przerwie odbył się w różnych miejscach w Szwecji. Półfinały miały odbyć się odpowiednio w: Malmö Arena w Malmö, Scandinavium w Göteborgu, Saab Arena w Linköping, oraz w Sparbanken Arena w Lidköping, druga szansa w Hägglunds Arena w Örnsköldsvik, a finał miał odbyć się w Friends Arena w Sztokholmie, jednak 14 stycznia 2022 roku z powodu rozwoju szczepu Omikron wirusa SARS-CoV-2, SVT ogłosiło, że każdy z koncertów odbędzie się w nieokreślonej hali w metropolii Sztokholmu, z maksymalną publicnością 500 osób. 24 stycznia 2022 roku SVT ogłosiło, że pierwszy półfinał konkursu odbędzie się w Avicii Arena w Sztokholmie, która w latach 2002–2012 była miejscem organizacji finału Melodifestivalen. 
4 lutego ogłoszono, że pierwsze trzy półfinały odbędą się w Avicii Arena, a pozostałe koncerty odbędą się w Friends Arena w Sztokholmie.
| Data      | Miasto    | Miejsce       | Etap                       |
| --------- | --------- | ------------- | -------------------------- |
| 5 lutego  | Sztokholm | Avicii Arena  | Pierwszy półfinał          |
| 12 lutego | Sztokholm | Avicii Arena  | Drugi półfinał             |
| 19 lutego | Sztokholm | Avicii Arena  | Trzeci półfinał            |
| 26 lutego | Sztokholm | Friends Arena | Czwarty półfinał           |
| 5 marca   | Sztokholm | Friends Arena | Druga szansa (Semifinalen) |
| 12 marca  | Sztokholm | Friends Arena | Finał                      |

7 września 2021 roku SVT ogłosiło, że konkurs poprowadzi Oscar Zia, wraz z innymi współprowadzącymi. Farah Abadi była odpowiedzialna za prowadzenie konkursu za kulisami.

## Uczestnicy
27 sierpnia 2021 SVT otworzyło okno przyjmowania zgłoszeń (z ostatecznym terminem 17 września 2021), aby wybrać połowę uczestników Melodifestivalen 2022. Drugą połowę tworzą artyści specjalnie zaproszeni przez nadawcę. Po zamknięciu okresu składania wniosków, SVT ogłosiło, że otrzymało ponad 2500 zgłoszeń, które zostaną przeanalizowane przez profesjonalne jury, któremu przewodniczy producent Karin Gunnarson. Pierwsza połowa uczestników została oficjalnie ogłoszona przez SVT 26 listopada 2021, natomiast druga połowa została ujawniona 1 grudnia. Część uczestników wcześniej rywalizowało już w konkursie: Cornelia Jakobs (w 2011 i 2012 w ramach Love Generation), Alvaro Estrella (w 2014, 2020 i 2021), Robin Bengtsson (w 2016, 2017 i 2020), Lisa Ajax (w 2016, 2017 i 2019), Omar Rudberg (w 2017 w ramach FO&O, 2019), Liamoo (w 2018 i 2019), John Lundvik (w 2018, 2019), Malou Prytz (w 2019, 2020), Anna Bergendahl (w 2010, 2019, 2020), Faith Kakembo (w 2020), Klara Hammarström (w 2020 i 2021), zespół Lillasyster (w 2021), Linda Bengtzing (w 2005, 2006, 2008, 2012, 2014, 2016 i 2020) oraz Shirley Clamp (w 2003, 2004, 2005, 2009, 2011 i 2014).
| Wykonawca           | Piosenka                   | Autor(zy)                                                                                     |
| ------------------- | -------------------------- | --------------------------------------------------------------------------------------------- |
| Alvaro Estrella     | „Suave”                    | Linnea Deb, Jimmy ”Joker” Thörnfeldt, Joy Deb, Alvaro Estrella                                |
| Anders Bagge        | „Bigger Than the Universe” | Anders Bagge, Jimmy Jansson, Peter Boström, Thomas G:son                                      |
| Angelino            | „The End”                  | Angelino Markenhorn, Julie Aagaard, Melanie Wehbe, Thomas Steengaard                          |
| Anna Bergendahl     | „Higher Power”             | Anna Bergendahl, Thomas G:son, Bobby Ljunggren, Erik Bernholm                                 |
| Browsing Collection | „Face in the Crowd”        | Carolina Karlsson, Mimi Brander, Moa Lenngren, Nora Lenngren, Sandra Bjurman, Jimmy Wahlsteen |
| Cazzi Opeia         | „I Can't Get Enough”       | Bishat Araya, Jakob Redtzer, Cazzi Opeia, Paul Rey                                            |
| Cornelia Jakobs     | „Hold Me Closer”           | Isa Molin, David Zandén, Cornelia Jakobsdotter                                                |
| Danne Stråhed       | „Hallabaloo”               | Danne Stråhed, Fredrik Andersson, Erik Stenhammar                                             |
| Faith Kakembo       | „Freedom”                  | Laurell Barker, Anderz Wrethov, Palle Hammarlund, Faith Kakembo                               |
| John Lundvik        | „Änglavakt”                | Anderz Wrethov, Elin Wrethov, Benjamin Rosenbohm, Fredrik Sonefors, John Lundvik              |
| Klara Hammarström   | „Run to the Hills”         | Jimmy "Joker" Thörnfeldt, Julie Aagaard, Anderz Wrethov, Klara Hammarström                    |
| Lancelot            | „Lyckligt slut”            | Lancelot Hedman, Niklas Carson Mattsson                                                       |
| Lillasyster         | „Till our days are over”   | Jimmy Jansson, Palle Hammarlund, Ian-Paolo Lira, Martin Westerstrand                          |
| Liamoo              | „Bluffin”                  | Jimmy "Joker" Thörnfeldt, Sami Rekik, Dino Medanhodzic, Ali Jammali                           |
| Linda Bengtzing     | „Fyrfaldigt hurra!”        | Thomas G:son, Linda Bengtzing, Myra Granberg, Daniel Jelldéus                                 |
| Lisa Miskovsky      | „Best to Come”             | Lisa Miskovsky, David Lindgren Zacharias                                                      |
| Malin Christin      | „Synd om dig”              | Jonathan Lavotha, Oliver Heinänen, Malin Christin                                             |
| Malou Prytz         | „Bananas”                  | Alice Gernandt, Jimmy ”Joker” Thörnfeldt, Joy Deb, Linnea Deb                                 |
| Medina              | „In i dimman”              | Jimmy ”Joker” Thörnfeldt, Sami Rekik, Dino Medanhodzic, Ali Jammali                           |
| Niello & Lisa Ajax  | „Tror du att jag bryr mig” | Yvonne Dahlbom, Niklas Grahn Linroth, Jesper Welander                                         |
| Omar Rudberg        | „Moving Like That”         | Omar Rudberg, Gustav Blomberg, Amanda Kongshaug, Kristin Marie                                |
| Robin Bengtsson     | „Innocent Love”            | David Lindgren Zacharias, Victor Sjöström, Victor Crone, Viktor Broberg, Sebastian Atas       |
| Samira Manners      | „I Want to Be Loved”       | Samira Manners, Fredrik Andersson                                                             |
| Shirley Clamp       | „Let There Be Angels”      | Mats Tärnfors, Pelle Nylén, Shirley Clamp, Jakob Skarin                                       |
| Tenori              | „La stella”                | Dan Sundquist, Kristian Lagerström, Marcos Ubeda, Bobby Ljunggren, Sarah Börjesson Wassberg   |
| Theoz               | „Som du vill”              | Tobias Lundgren, Axel Schylström, Tim Larsson, Elize Ryd, Jimmy "Joker" Thörnfeldt            |
| Tone Sekelius       | „My Way”                   | Anderz Wrethov, Tone Sekelius                                                                 |
| Tribe Friday        | „Shut Me Up”               | Isak Gunnarsson, Robin Hanberger Pérez, Noah Deutschmann                                      |

## Półfinały
Legenda:
     Uczestnicy, którzy trafili do finału
     Uczestnicy, którzy trafili do półfinału

### Półfinał 1
Pierwszy półfinał odbył się 5 lutego 2022 w Avicii Arena w Sztokholmie.
Z powodu upadku aplikacji Melodifestivalen podczas głosowania zliczone zostały tylko głosy telewidzów.
| Lp. | Wykonawca       | Piosenka              | Runda 1 | Runda 1 | Runda 2 | Runda 2 | Wynik        |
| Lp. | Wykonawca       | Piosenka              | Głosy   | Miejsce | Głosy   | Miejsce | Wynik        |
| --- | --------------- | --------------------- | ------- | ------- | ------- | ------- | ------------ |
| 1   | Malou Prytz     | „Bananas”             | 11,666  | 7       | 4,407   | 6       | Odpadła      |
| 2   | Theoz           | „Som du vill”         | 18,593  | 4       | 7,119   | 3       | Druga szansa |
| 3   | Shirley Clamp   | „Let There Be Angels” | 12,290  | 6       | 4,606   | 5       | Odpadła      |
| 4   | Omar Rudberg    | „Moving Like That”    | 15,034  | 5       | 6,143   | 4       | Odpadł       |
| 5   | Danne Stråhed   | „Hallabaloo”          | 22,611  | 3       | 7,827   | 2       | Druga szansa |
| 6   | Cornelia Jakobs | „Hold Me Closer”      | 57,790  | 1       | —       | —       | Finał        |
| 7   | Robin Bengtsson | „Innocent Love”       | 27,167  | 2       | 12,743  | 1       | Finał        |

### Półfinał 2
Drugi półfinał odbył się 12 lutego 2022 w Avicii Arena w Sztokholmie.
| Lp. | Wykonawca           | Piosenka                   | Runda 1   | Runda 1 | Runda 2 | Runda 2 | Runda 2 | Wynik        |
| Lp. | Wykonawca           | Piosenka                   | Głosy     | Miejsce | Głosy   | Punkty  | Miejsce | Wynik        |
| --- | ------------------- | -------------------------- | --------- | ------- | ------- | ------- | ------- | ------------ |
| 1   | Liamoo              | „Bluffin”                  | 1,251,962 | 1       | —       | —       | —       | Finał        |
| 2   | Niello & Lisa Ajax  | „Tror du att jag bryr mig” | 729,173   | 7       | 394,603 | 21      | 6       | Odpadli      |
| 3   | Samira Manners      | „I Want to Be Loved”       | 918,801   | 6       | 483,416 | 35      | 4       | Odpadła      |
| 4   | Alvaro Estrella     | „Suave”                    | 1,101,316 | 3       | 632,112 | 69      | 2       | Druga szansa |
| 5   | Browsing Collection | „Face in the Crowd”        | 934,656   | 5       | 488,204 | 33      | 5       | Odpadli      |
| 6   | John Lundvik        | „Änglavakt”                | 1,203,899 | 2       | 778,736 | 92      | 1       | Finał        |
| 7   | Tone Sekelius       | „My Way”                   | 946,861   | 4       | 671,065 | 62      | 3       | Druga szansa |

| Szczegółowe wyniki głosowania drugiej rundy | Szczegółowe wyniki głosowania drugiej rundy | Szczegółowe wyniki głosowania drugiej rundy | Szczegółowe wyniki głosowania drugiej rundy | Szczegółowe wyniki głosowania drugiej rundy | Szczegółowe wyniki głosowania drugiej rundy | Szczegółowe wyniki głosowania drugiej rundy | Szczegółowe wyniki głosowania drugiej rundy | Szczegółowe wyniki głosowania drugiej rundy | Szczegółowe wyniki głosowania drugiej rundy | Szczegółowe wyniki głosowania drugiej rundy |
| Lp.                                         | Piosenka                                    | 3-9                                         | 10-15                                       | 16-29                                       | 30-44                                       | 45-59                                       | 60-74                                       | 75+                                         | Telefoniczne                                | Suma                                        |
| ------------------------------------------- | ------------------------------------------- | ------------------------------------------- | ------------------------------------------- | ------------------------------------------- | ------------------------------------------- | ------------------------------------------- | ------------------------------------------- | ------------------------------------------- | ------------------------------------------- | ------------------------------------------- |
| 2                                           | „Tror du att jag bryr mig”                  | 10                                          | 5                                           | 1                                           | 1                                           | 1                                           | 1                                           | 1                                           | 1                                           | 21                                          |
| 3                                           | „I Want to Be Loved”                        | 3                                           | 3                                           | 3                                           | 3                                           | 5                                           | 5                                           | 5                                           | 8                                           | 35                                          |
| 4                                           | „Suave”                                     | 12                                          | 10                                          | 8                                           | 10                                          | 10                                          | 8                                           | 8                                           | 3                                           | 69                                          |
| 5                                           | „Face in the Crowd”                         | 5                                           | 1                                           | 5                                           | 8                                           | 3                                           | 3                                           | 3                                           | 5                                           | 33                                          |
| 6                                           | „Änglavakt”                                 | 8                                           | 12                                          | 12                                          | 12                                          | 12                                          | 12                                          | 12                                          | 12                                          | 92                                          |
| 7                                           | „My Way”                                    | 1                                           | 8                                           | 10                                          | 5                                           | 8                                           | 10                                          | 10                                          | 10                                          | 62                                          |

### Półfinał 3
Trzeci półfinał odbył się 19 lutego 2022 w Avicii Arena w Sztokholmie.
| Lp. | Wykonawca       | Piosenka                   | Runda 1   | Runda 1 | Runda 2 | Runda 2 | Runda 2 | Wynik        |
| Lp. | Wykonawca       | Piosenka                   | Głosy     | Miejsce | Głosy   | Punkty  | Miejsce | Wynik        |
| --- | --------------- | -------------------------- | --------- | ------- | ------- | ------- | ------- | ------------ |
| 1   | Cazzi Opeia     | „I Can't Get Enough”       | 814,904   | 4       | 496,428 | 67      | 3       | Druga szansa |
| 2   | Lancelot        | „Lyckligt slut”            | 701,151   | 6       | 388,513 | 35      | 5       | Odpadł       |
| 3   | Lisa Miskovsky  | „Best to Come”             | 885,647   | 3       | 551,025 | 75      | 2       | Druga szansa |
| 4   | Tribe Friday    | „Shut Me Up”               | 665,176   | 7       | 368,861 | 19      | 6       | Odpadli      |
| 5   | Faith Kakembo   | „Freedom”                  | 1,076,213 | 2       | 685,512 | 79      | 1       | Finał        |
| 6   | Linda Bengtzing | „Fyrfaldigt hurra!”        | 729,974   | 5       | 404,576 | 37      | 4       | Odpadła      |
| 7   | Anders Bagge    | „Bigger Than the Universe” | 1,717,664 | 1       | —       | —       | —       | Finał        |

| Szczegółowe wyniki głosowania drugiej rundy | Szczegółowe wyniki głosowania drugiej rundy | Szczegółowe wyniki głosowania drugiej rundy | Szczegółowe wyniki głosowania drugiej rundy | Szczegółowe wyniki głosowania drugiej rundy | Szczegółowe wyniki głosowania drugiej rundy | Szczegółowe wyniki głosowania drugiej rundy | Szczegółowe wyniki głosowania drugiej rundy | Szczegółowe wyniki głosowania drugiej rundy | Szczegółowe wyniki głosowania drugiej rundy | Szczegółowe wyniki głosowania drugiej rundy |
| Lp.                                         | Piosenka                                    | 3-9                                         | 10-15                                       | 16-29                                       | 30-44                                       | 45-59                                       | 60-74                                       | 75+                                         | Telefoniczne                                | Suma                                        |
| ------------------------------------------- | ------------------------------------------- | ------------------------------------------- | ------------------------------------------- | ------------------------------------------- | ------------------------------------------- | ------------------------------------------- | ------------------------------------------- | ------------------------------------------- | ------------------------------------------- | ------------------------------------------- |
| 1                                           | „I Can't Get Enough”                        | 12                                          | 10                                          | 5                                           | 8                                           | 8                                           | 8                                           | 8                                           | 8                                           | 67                                          |
| 2                                           | „Lyckligt slut”                             | 5                                           | 5                                           | 8                                           | 3                                           | 3                                           | 3                                           | 3                                           | 5                                           | 35                                          |
| 3                                           | „Best to Come”                              | 8                                           | 8                                           | 1                                           | 10                                          | 12                                          | 12                                          | 12                                          | 12                                          | 75                                          |
| 4                                           | „Shut Me Up”                                | 1                                           | 1                                           | 10                                          | 1                                           | 1                                           | 1                                           | 1                                           | 3                                           | 19                                          |
| 5                                           | „Freedom”                                   | 3                                           | 12                                          | 12                                          | 12                                          | 10                                          | 10                                          | 10                                          | 10                                          | 79                                          |
| 6                                           | „Fyrfaldigt hurra!”                         | 10                                          | 3                                           | 3                                           | 5                                           | 5                                           | 5                                           | 5                                           | 1                                           | 37                                          |

### Półfinał 4
Czwarty półfinał odbył się 26 lutego 2022 w Friends Arena w Solnie.
| Lp. | Wykonawca         | Piosenka                 | Runda 1   | Runda 1 | Runda 2 | Runda 2 | Runda 2 | Wynik        |
| Lp. | Wykonawca         | Piosenka                 | Głosy     | Miejsce | Głosy   | Punkty  | Miejsce | Wynik        |
| --- | ----------------- | ------------------------ | --------- | ------- | ------- | ------- | ------- | ------------ |
| 1   | Anna Bergendahl   | „Higher Power”           | 878,089   | 4       | 519,678 | 73      | 2       | Druga szansa |
| 2   | Lillasyster       | „Till our days are over” | 921,658   | 3       | 560,382 | 54      | 3       | Druga szansa |
| 3   | Malin Christin    | „Synd om dig”            | 520,201   | 6       | 217,215 | 16      | 6       | Odpadła      |
| 4   | Tenori            | „La stella”              | 508,062   | 7       | 259,361 | 37      | 5       | Odpadli      |
| 5   | Medina            | „In i dimman”            | 1,071,508 | 2       | 736,280 | 84      | 1       | Finał        |
| 6   | Angelino          | „The End”                | 679,799   | 5       | 367,428 | 37      | 4       | Odpadł       |
| 7   | Klara Hammarström | „Run to the Hills”       | 1,184,182 | 1       | —       | —       | —       | Finał        |

| Szczegółowe wyniki głosowania drugiej rundy | Szczegółowe wyniki głosowania drugiej rundy | Szczegółowe wyniki głosowania drugiej rundy | Szczegółowe wyniki głosowania drugiej rundy | Szczegółowe wyniki głosowania drugiej rundy | Szczegółowe wyniki głosowania drugiej rundy | Szczegółowe wyniki głosowania drugiej rundy | Szczegółowe wyniki głosowania drugiej rundy | Szczegółowe wyniki głosowania drugiej rundy | Szczegółowe wyniki głosowania drugiej rundy | Szczegółowe wyniki głosowania drugiej rundy |
| Lp.                                         | Piosenka                                    | 3-9                                         | 10-15                                       | 16-29                                       | 30-44                                       | 45-59                                       | 60-74                                       | 75+                                         | Telefoniczne                                | Suma                                        |
| ------------------------------------------- | ------------------------------------------- | ------------------------------------------- | ------------------------------------------- | ------------------------------------------- | ------------------------------------------- | ------------------------------------------- | ------------------------------------------- | ------------------------------------------- | ------------------------------------------- | ------------------------------------------- |
| 1                                           | „Higher Power”                              | 8                                           | 8                                           | 5                                           | 8                                           | 8                                           | 12                                          | 12                                          | 12                                          | 73                                          |
| 2                                           | „Till our days are over”                    | 10                                          | 10                                          | 10                                          | 10                                          | 12                                          | 5                                           | 3                                           | 5                                           | 54                                          |
| 3                                           | „Synd om dig”                               | 5                                           | 3                                           | 1                                           | 3                                           | 1                                           | 1                                           | 1                                           | 1                                           | 16                                          |
| 4                                           | „La stella”                                 | 1                                           | 1                                           | 3                                           | 1                                           | 3                                           | 10                                          | 10                                          | 8                                           | 37                                          |
| 5                                           | „In i dimman”                               | 12                                          | 12                                          | 12                                          | 12                                          | 10                                          | 8                                           | 8                                           | 10                                          | 84                                          |
| 6                                           | „The End”                                   | 3                                           | 5                                           | 8                                           | 5                                           | 5                                           | 3                                           | 5                                           | 3                                           | 37                                          |

## Druga szansa
Koncert drugiej szansy odbył się 5 marca 2022 w Friends Arena w Solnie.

### Pierwsza grupa
| Lp. | Wykonawca       | Piosenka       | Widzowie  | Widzowie | Miejsce | Rezultat |
| Lp. | Wykonawca       | Piosenka       | Głosy     | Punkty   | Miejsce | Rezultat |
| --- | --------------- | -------------- | --------- | -------- | ------- | -------- |
| 1   | Tone Sekelius   | „My Way”       | 1,185,407 | 86       | 1       | Finał    |
| 2   | Alvaro Estrella | „Suave”        | 1,045,540 | 71       | 3       | Odpadł   |
| 3   | Danne Stråhed   | „Hallabaloo”   | 640,928   | 46       | 4       | Odpadł   |
| 4   | Anna Bergendahl | „Higher Power” | 863,838   | 77       | 2       | Finał    |

| Szczegółowe wyniki głosowania drugiej rundy | Szczegółowe wyniki głosowania drugiej rundy | Szczegółowe wyniki głosowania drugiej rundy | Szczegółowe wyniki głosowania drugiej rundy | Szczegółowe wyniki głosowania drugiej rundy | Szczegółowe wyniki głosowania drugiej rundy | Szczegółowe wyniki głosowania drugiej rundy | Szczegółowe wyniki głosowania drugiej rundy | Szczegółowe wyniki głosowania drugiej rundy | Szczegółowe wyniki głosowania drugiej rundy | Szczegółowe wyniki głosowania drugiej rundy |
| Lp.                                         | Piosenka                                    | 3-9                                         | 10-15                                       | 16-29                                       | 30-44                                       | 45-59                                       | 60-74                                       | 75+                                         | Telefoniczne                                | Suma                                        |
| ------------------------------------------- | ------------------------------------------- | ------------------------------------------- | ------------------------------------------- | ------------------------------------------- | ------------------------------------------- | ------------------------------------------- | ------------------------------------------- | ------------------------------------------- | ------------------------------------------- | ------------------------------------------- |
| 1                                           | „My Way”                                    | 10                                          | 12                                          | 12                                          | 12                                          | 10                                          | 10                                          | 10                                          | 10                                          | 86                                          |
| 2                                           | „Suave”                                     | 12                                          | 10                                          | 10                                          | 10                                          | 8                                           | 8                                           | 8                                           | 5                                           | 71                                          |
| 3                                           | „Hallabaloo”                                | 8                                           | 5                                           | 5                                           | 5                                           | 5                                           | 5                                           | 5                                           | 8                                           | 46                                          |
| 4                                           | „Higher Power”                              | 5                                           | 8                                           | 8                                           | 8                                           | 12                                          | 12                                          | 12                                          | 12                                          | 77                                          |

### Druga grupa
| Lp. | Wykonawca      | Piosenka                 | Widzowie | Widzowie | Miejsce | Rezultat |
| Lp. | Wykonawca      | Piosenka                 | Głosy    | Punkty   | Miejsce | Rezultat |
| --- | -------------- | ------------------------ | -------- | -------- | ------- | -------- |
| 1   | Theoz          | „Som du vill”            | 968,353  | 71       | 2       | Finał    |
| 2   | Lisa Miskovsky | „Best to Come”           | 898,141  | 68       | 3       | Odpadła  |
| 3   | Lillasyster    | „Till our days are over” | 813,402  | 65       | 4       | Odpadli  |
| 4   | Cazzi Opeia    | „I Can't Get Enough”     | 844,189  | 76       | 1       | Finał    |

| Szczegółowe wyniki głosowania drugiej rundy | Szczegółowe wyniki głosowania drugiej rundy | Szczegółowe wyniki głosowania drugiej rundy | Szczegółowe wyniki głosowania drugiej rundy | Szczegółowe wyniki głosowania drugiej rundy | Szczegółowe wyniki głosowania drugiej rundy | Szczegółowe wyniki głosowania drugiej rundy | Szczegółowe wyniki głosowania drugiej rundy | Szczegółowe wyniki głosowania drugiej rundy | Szczegółowe wyniki głosowania drugiej rundy | Szczegółowe wyniki głosowania drugiej rundy |
| Lp.                                         | Piosenka                                    | 3-9                                         | 10-15                                       | 16-29                                       | 30-44                                       | 45-59                                       | 60-74                                       | 75+                                         | Telefoniczne                                | Suma                                        |
| ------------------------------------------- | ------------------------------------------- | ------------------------------------------- | ------------------------------------------- | ------------------------------------------- | ------------------------------------------- | ------------------------------------------- | ------------------------------------------- | ------------------------------------------- | ------------------------------------------- | ------------------------------------------- |
| 1                                           | „Som du vill”                               | 12                                          | 12                                          | 12                                          | 12                                          | 5                                           | 5                                           | 8                                           | 5                                           | 71                                          |
| 2                                           | „Best to Come”                              | 5                                           | 5                                           | 5                                           | 5                                           | 12                                          | 12                                          | 12                                          | 12                                          | 68                                          |
| 3                                           | „Till our days are over”                    | 8                                           | 8                                           | 10                                          | 10                                          | 8                                           | 8                                           | 5                                           | 8                                           | 65                                          |
| 4                                           | „I Can't Get Enough”                        | 10                                          | 10                                          | 8                                           | 8                                           | 10                                          | 10                                          | 10                                          | 10                                          | 76                                          |

## Finał
Finał odbył się 12 marca 2022 w Friends Arena w Solnie.
Legenda:
     Zdobywca pierwszego miejsca
     Zdobywca drugiego miejsca
     Zdobywca trzeciego miejsca
| Lp. | Wykonawca         | Piosenka                   | Jury | Widzowie  | Widzowie | Suma | Miejsce |
| Lp. | Wykonawca         | Piosenka                   | Jury | Głosy     | Punkty   | Suma | Miejsce |
| --- | ----------------- | -------------------------- | ---- | --------- | -------- | ---- | ------- |
| 1   | Klara Hammarström | „Run to the Hills”         | 27   | 2,409,631 | 56       | 83   | 6       |
| 2   | Theoz             | „Som du vill”              | 39   | 1,594,285 | 26       | 65   | 7       |
| 3   | Anna Bergendahl   | „Higher Power”             | 11   | 1,056,035 | 18       | 29   | 12      |
| 4   | John Lundvik      | „Änglavakt”                | 43   | 1,324,091 | 17       | 60   | 8       |
| 5   | Tone Sekelius     | „My Way”                   | 31   | 2,113,374 | 53       | 84   | 5       |
| 6   | Anders Bagge      | „Bigger Than the Universe” | 31   | 3,464,137 | 90       | 121  | 2       |
| 7   | Robin Bengtsson   | „Innocent Love”            | 29   | 1,157,117 | 5        | 34   | 11      |
| 8   | Faith Kakembo     | „Freedom”                  | 33   | 1,268,069 | 18       | 51   | 10      |
| 9   | Liamoo            | „Bluffin”                  | 65   | 1,506,098 | 26       | 91   | 4       |
| 10  | Cornelia Jakobs   | „Hold Me Closer”           | 76   | 2,937,401 | 70       | 146  | 1       |
| 11  | Cazzi Opeia       | „I Can't Get Enough”       | 26   | 1,488,320 | 29       | 55   | 9       |
| 12  | Medina            | „In i dimman”              | 53   | 2,129,113 | 56       | 109  | 3       |

| Szczegółowe wyniki głosowania jurorów | Szczegółowe wyniki głosowania jurorów | Szczegółowe wyniki głosowania jurorów | Szczegółowe wyniki głosowania jurorów | Szczegółowe wyniki głosowania jurorów | Szczegółowe wyniki głosowania jurorów | Szczegółowe wyniki głosowania jurorów | Szczegółowe wyniki głosowania jurorów | Szczegółowe wyniki głosowania jurorów | Szczegółowe wyniki głosowania jurorów | Szczegółowe wyniki głosowania jurorów |
| Lp. | Piosenka                              | Holandia                              | Finlandia                             | Hiszpania                             | Australia                             | Czechy                                | Irlandia                              | Izrael                                | Włochy                                | Suma                                  |
| --- | ------------------------------------- | ------------------------------------- | ------------------------------------- | ------------------------------------- | ------------------------------------- | ------------------------------------- | ------------------------------------- | ------------------------------------- | ------------------------------------- | ------------------------------------- |
| 1 | „Run to the Hills”                    |                                       | 2                                     | 5                                     | 3                                     | 5                                     | 3                                     | 3                                     | 6                                     | 27                                    |
| 2 | „Som du vill”                         | 5                                     | 7                                     | 2                                     | 1                                     | 12                                    | 5                                     | 7                                     |                                       | 39                                    |
| 3 | „Higher Power”                        |                                       |                                       | 10                                    |                                       |                                       |                                       |                                       | 1                                     | 11                                    |
| 4 | „Änglavakt”                           | 6                                     | 12                                    | 4                                     | 7                                     | 6                                     |                                       | 5                                     | 3                                     | 43                                    |
| 5 | „My Way”                              | 4                                     | 6                                     | 1                                     | 2                                     | 4                                     | 6                                     | 4                                     | 4                                     | 31                                    |
| 6 | „Bigger Than the Universe”            | 2                                     |                                       | 6                                     | 4                                     | 10                                    | 2                                     |                                       | 7                                     | 31                                    |
| 7 | „Innocent Love”                       | 1                                     | 1                                     | 3                                     |                                       | 8                                     | 10                                    | 6                                     |                                       | 29                                    |
| 8 | „Freedom”                             | 7                                     | 5                                     |                                       | 8                                     | 2                                     | 7                                     | 2                                     | 2                                     | 33                                    |
| 9 | „Bluffin”                             | 8                                     | 8                                     | 7                                     | 5                                     | 7                                     | 12                                    | 8                                     | 10                                    | 65                                    |
| 10 | „Hold Me Closer”                      | 10                                    | 10                                    | 12                                    | 12                                    |                                       | 8                                     | 12                                    | 12                                    | 76                                    |
| 11 | „I Can't Get Enough”                  | 3                                     | 3                                     |                                       | 6                                     | 1                                     | 4                                     | 1                                     | 8                                     | 26                                    |
| 12 | „In i dimman”                         | 12                                    | 4                                     | 8                                     | 10                                    | 3                                     | 1                                     | 10                                    | 5                                     | 53                                    |
| Sekretarze międzynarodowych komisji jurorskich |                                       |                                       |                                       |                                       |                                       |                                       |                                       |                                       |                                       |                                       |
| - Holandia – Lars Lourenco - Finlandia – Sophia Wekesa - Hiszpania – Eva Mora - Australia – Paul Clarke - Czechy – Filip Vlček - Irlandia – Neil Doherty - Izrael – Tali Eszkoli - Włochy – Marta Cagnola |                                       |                                       |                                       |                                       |                                       |                                       |                                       |                                       |                                       |                                       |

| Szczegółowe wyniki głosowania telewidzów | Szczegółowe wyniki głosowania telewidzów | Szczegółowe wyniki głosowania telewidzów | Szczegółowe wyniki głosowania telewidzów | Szczegółowe wyniki głosowania telewidzów | Szczegółowe wyniki głosowania telewidzów | Szczegółowe wyniki głosowania telewidzów | Szczegółowe wyniki głosowania telewidzów | Szczegółowe wyniki głosowania telewidzów | Szczegółowe wyniki głosowania telewidzów | Szczegółowe wyniki głosowania telewidzów |
| Lp.                                      | Piosenka                                 | 3-9                                      | 10-15                                    | 16-29                                    | 30-44                                    | 45-59                                    | 60-74                                    | 75+                                      | Telefoniczne                             | Suma                                     |
| ---------------------------------------- | ---------------------------------------- | ---------------------------------------- | ---------------------------------------- | ---------------------------------------- | ---------------------------------------- | ---------------------------------------- | ---------------------------------------- | ---------------------------------------- | ---------------------------------------- | ---------------------------------------- |
| 1                                        | „Run to the Hills”                       | 10                                       | 10                                       | 6                                        | 8                                        | 8                                        | 4                                        | 5                                        | 5                                        | 56                                       |
| 2                                        | „Som du vill”                            | 12                                       | 5                                        | 4                                        | 4                                        |                                          |                                          |                                          | 1                                        | 26                                       |
| 3                                        | „Higher Power”                           |                                          |                                          |                                          |                                          | 1                                        | 7                                        | 8                                        | 2                                        | 18                                       |
| 4                                        | „Änglavakt”                              | 2                                        | 2                                        | 2                                        | 2                                        | 3                                        | 2                                        | 4                                        |                                          | 17                                       |
| 5                                        | „My Way”                                 | 6                                        | 8                                        | 7                                        | 6                                        | 5                                        | 8                                        | 6                                        | 7                                        | 53                                       |
| 6                                        | „Bigger Than the Universe”               | 8                                        | 12                                       | 10                                       | 12                                       | 12                                       | 12                                       | 12                                       | 12                                       | 90                                       |
| 7                                        | „Innocent Love”                          | 4                                        |                                          |                                          | 1                                        |                                          |                                          |                                          |                                          | 5                                        |
| 8                                        | „Freedom”                                |                                          | 4                                        | 3                                        |                                          | 2                                        | 3                                        | 3                                        | 3                                        | 18                                       |
| 9                                        | „Bluffin”                                | 5                                        | 3                                        | 5                                        | 3                                        | 4                                        | 1                                        | 1                                        | 4                                        | 26                                       |
| 10                                       | „Hold Me Closer”                         | 1                                        | 7                                        | 12                                       | 10                                       | 10                                       | 10                                       | 10                                       | 10                                       | 70                                       |
| 11                                       | „I Can't Get Enough”                     | 3                                        | 1                                        | 1                                        | 5                                        | 6                                        | 5                                        | 2                                        | 6                                        | 29                                       |
| 12                                       | „In i dimman”                            | 7                                        | 6                                        | 8                                        | 7                                        | 7                                        | 6                                        | 7                                        | 8                                        | 56                                       |

## Statystyki
- Całkowita liczba widzów, SVT1: 17 545 000 (średnio 2 924 000 na program, -8,2% w porównaniu do 2021)[17]
- Całkowita liczba widzów, SVT Play: 1 476 058 (średnio 246 010 na program, +14,8% w porównaniu do 2021)[17]
- Całkowita liczba widzów, SVT1 + SVT Play: 19 028 000 (średnio 3 167 000 na program, -6,7% w porównaniu do 2021)[17]
- Udział widzów SVT1, średnia: 74,45% (najwyższa od 2013, +0,8% w porównaniu do 2021)[17]
- Całkowita liczba głosujących: 3 513 930 jednostek (aplikacja i telefon, średnio 585 655 na program, -16,6% w porównaniu do 2021)[17]
- Łączna liczba głosów: 57 495 567 głosów[17]
- Łącznie prezenty dla Radiohjälpen: 10 505 416 koron (najwyższy od 2007 r., +38,9% w porównaniu do 2021)[17]

### Oglądalność
| Etap                       | Data      | Widzowie  | Udział | Źr.    |
| -------------------------- | --------- | --------- | ------ | ------ |
| Pierwszy półfinał          | 5 lutego  | 3,135 mln | 76,0%  | [ 17 ] |
| Drugi półfinał             | 12 lutego | 2,845 mln | 74,6%  | [ 17 ] |
| Trzeci półfinał            | 19 lutego | 2,958 mln | 75,1%  | [ 17 ] |
| Czwarty półfinał           | 26 lutego | 2,778 mln | 73,2%  | [ 17 ] |
| Druga szansa (Semifinalen) | 5 marca   | 2,540 mln | 72,5%  | [ 17 ] |
| Finał                      | 12 marca  | 3,289 mln | 75,7%  | [ 17 ] |